# Csernus Mariann (ápoló)
Dr. Csernus Mariann (Gyula, 1973. augusztus 24. –) docens, diplomás és egyetemi okleveles ápoló, a MESZK (Magyar Egészségügyi Szakdolgozói Kamara) Etikai Kollégiumának korábbi elnöke, a Nővér folyóirat volt főszerkesztője, korábbi országos vezető ápoló.

## Életpályája
1993-ban egészségügyi szakiskolát végzett, és a Békés megyei Képviselő-testület Pándy Kálmán Kórház Általános Sebészeti Osztályán kezdett dolgozni, ahol 1994-től szakoktató, 1998-tól részlegvezető főnővér, majd osztályvezető főnővér lett. 1998-ban diplomás ápolói, 2003-ban egyetemi okleveles ápolói képesítést szerzett. 
2010-től a Semmelweis Egyetem Egészségtudományi Karán az Ápolástan Tanszéken kezdett dolgozni tanársegédként. Ezzel párhuzamosan kinevezték a Nővér című folyóirat főszerkesztőjének és a Magyar Egészségügyi Szakdolgozói Kamara Etikai Kollégiumának tagjává, majd elnökévé választották (e funkciókat 2016-ig töltötte be). 2013-ban  „A nyomási fekély ellátásának vizsgálata a minőségi betegellátás kritériumai szerint” című doktori értekezésével a Semmelweis Egyetemen PhD. fokozatot szerzett. 2013-ban adjunktusi, 2015-ben docensi kinevezést kapott. 2016 januárjától az Emberi Erőforrások Minisztériuma Egészségügyért Felelős Államtitkárság Egészségügyi Ágazati Humánerőforrás és Ápolásügyi Főosztályán mb. osztályvezetői kinevezést kapott, mint országos vezető ápoló. 2016. júliusától a Budapesti Metropolitan Egyetem munkatársa.